# Strongylopsis victorovi
Strongylopsis victorovi là một loài tò vò trong họ Ichneumonidae.